# Speyeria mormonia
Speyeria mormonia (tên tiếng Anh là Mormon Fritillary) là một loài loài bướm thuộc họ Nymphalidae of North America.

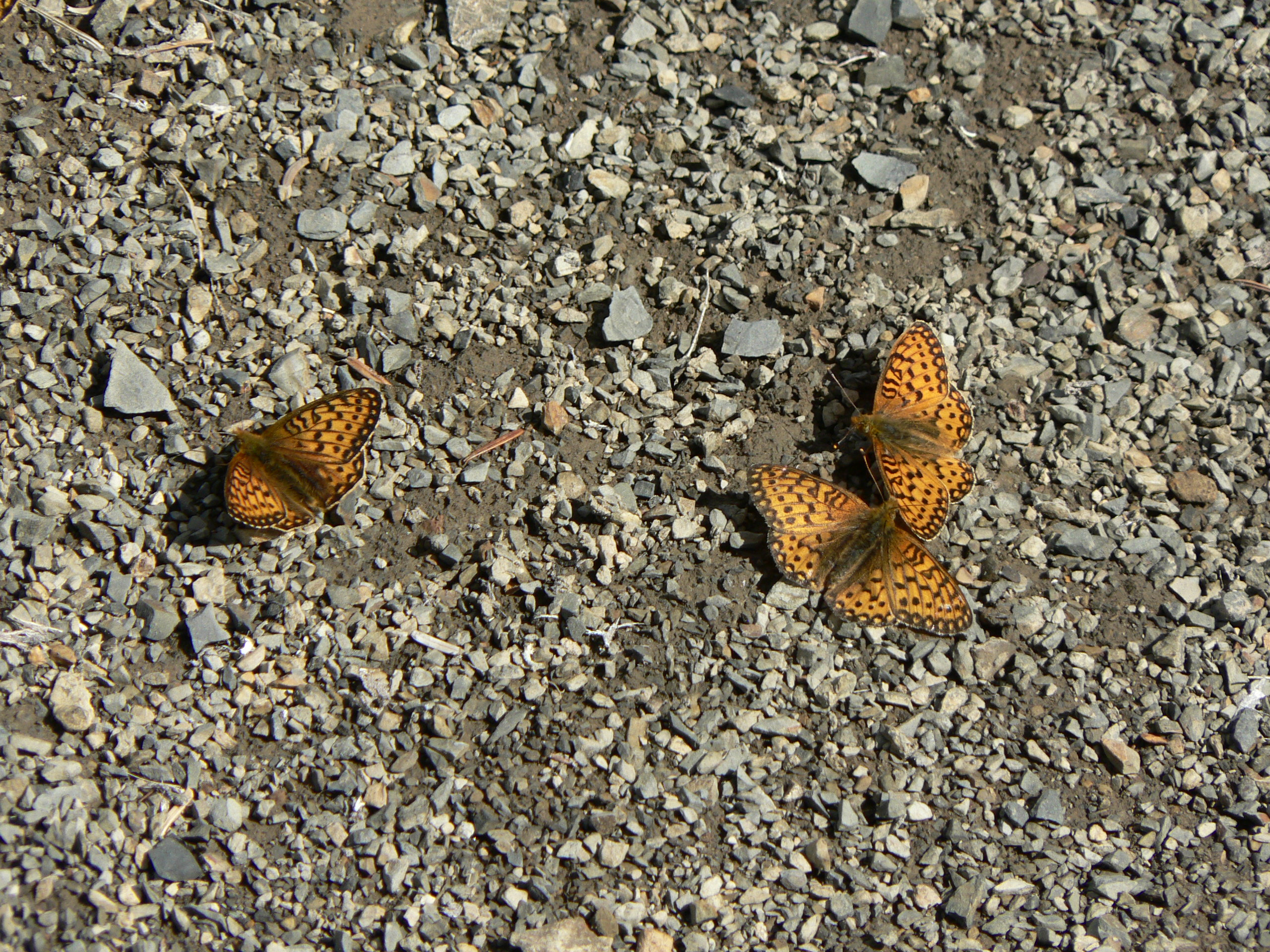

## Phân loài
Listed alphabetically.
- S. m. arge (Strecker, 1878)
- S. m. artonis (Edwards, 1881)
- S. m. bischoffii (Edwards, 1870)
- S. m. erinna (Edwards, 1883)
- S. m. eurynome (Edwards, 1872)
- S. m. luski (Barnes & McDunnough, 1913)
- S. m. opis (Edwards, 1874)
- S. m. washingtonia (Barnes & McDunnough, 1913)

## Hình ảnh

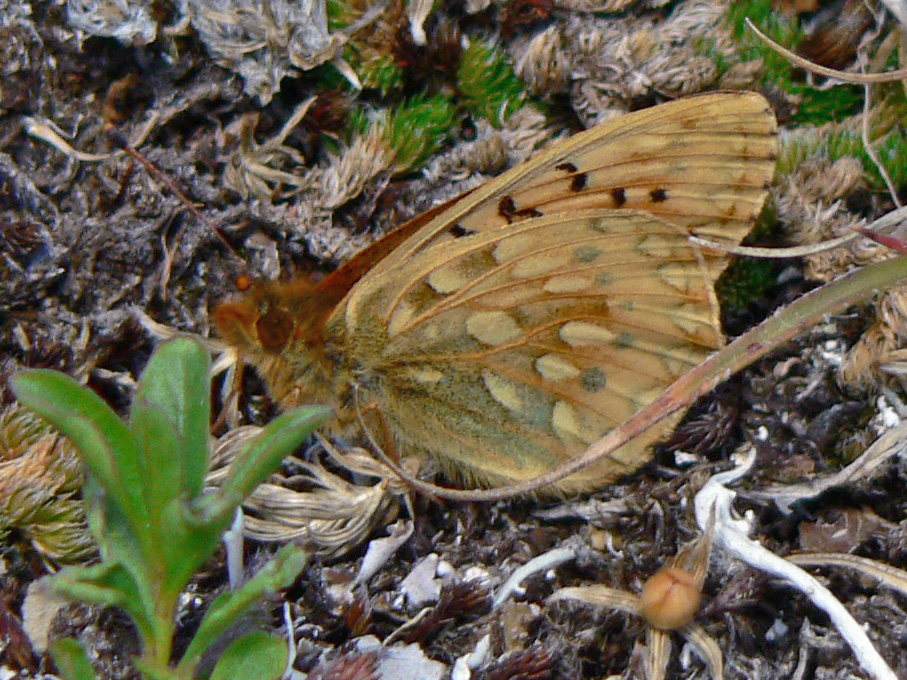
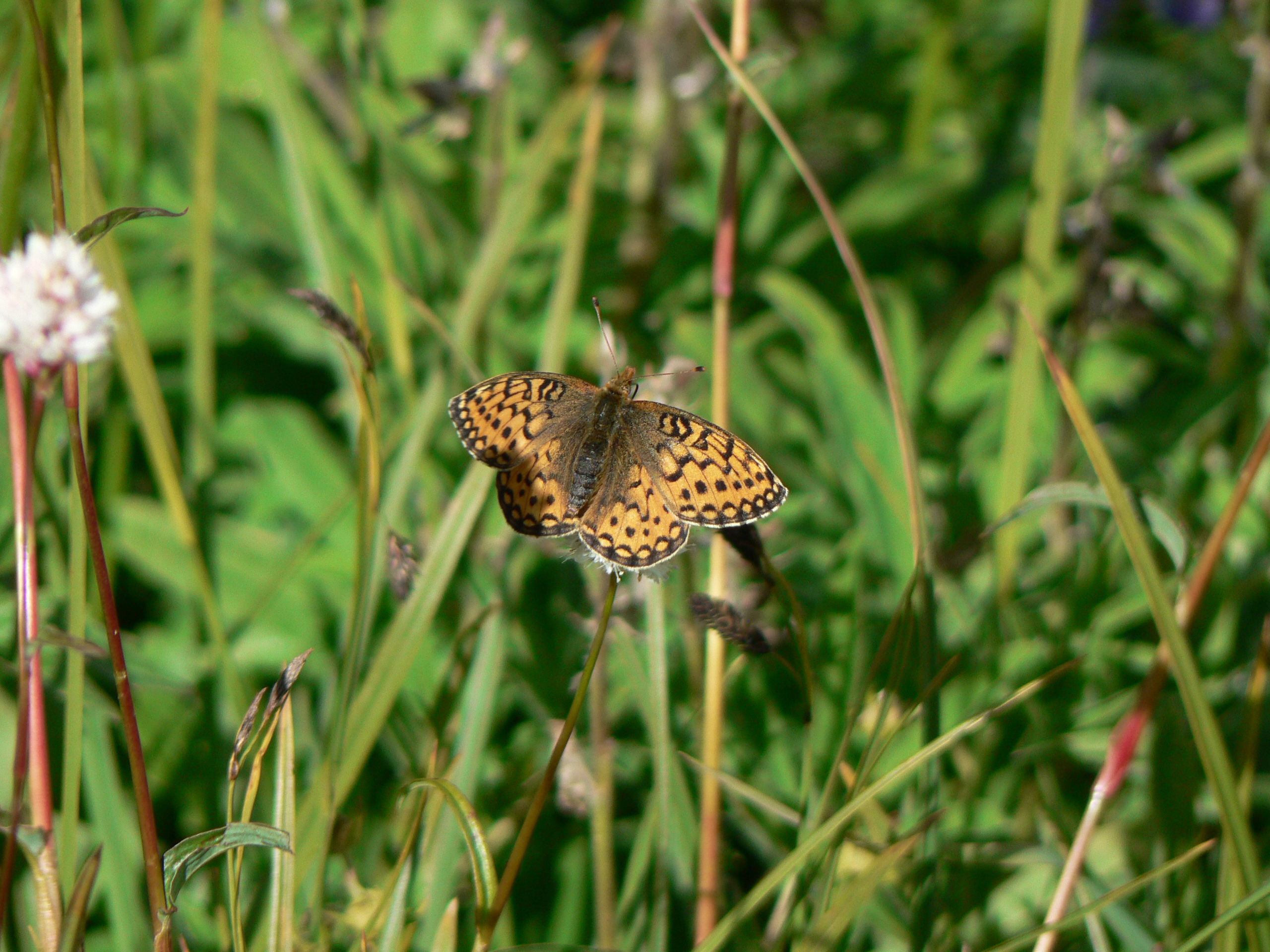
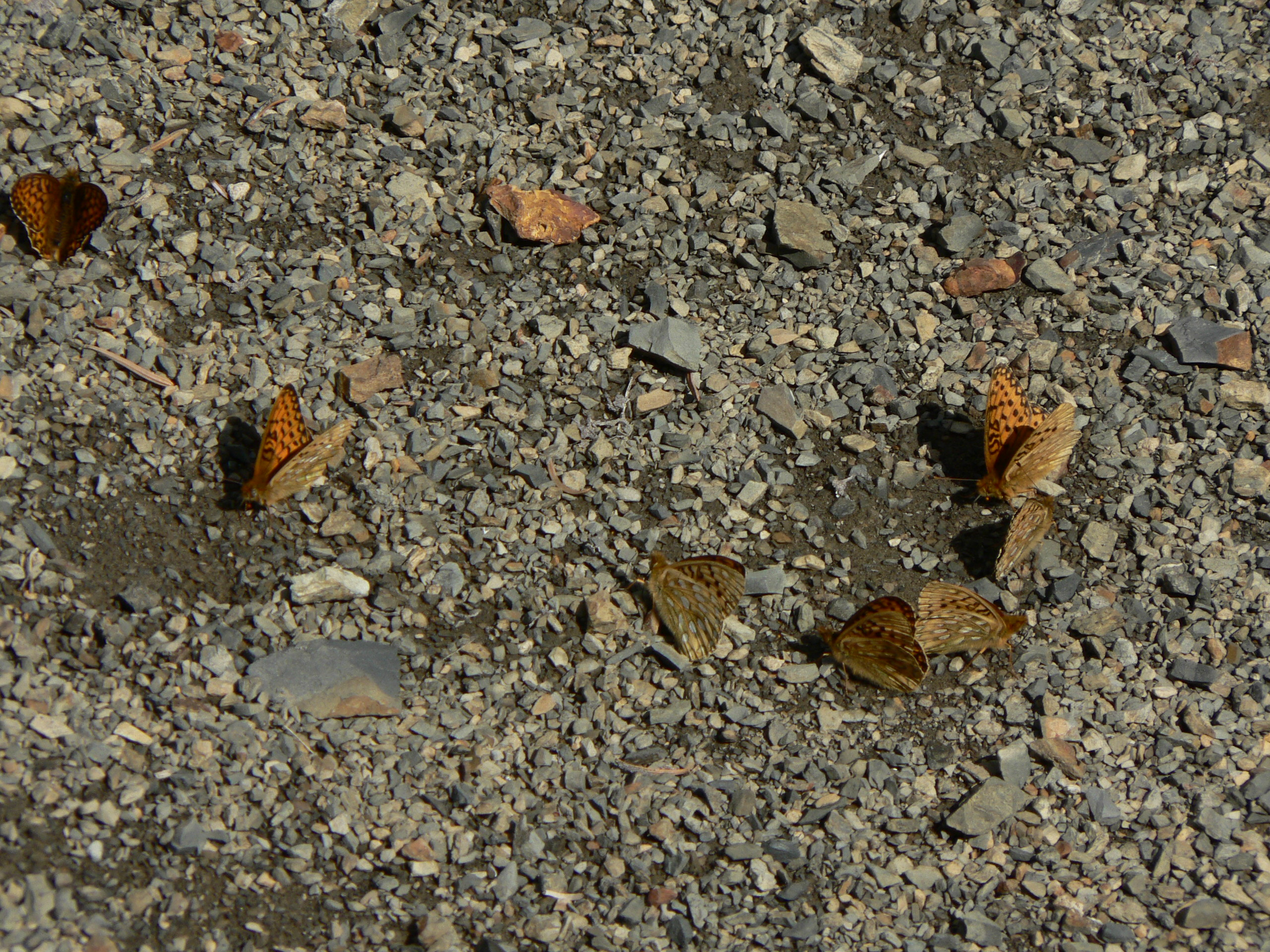